# Chapelle Saint-Donat d'Aisne
 (août 2025).
Si vous disposez d'ouvrages ou d'articles de référence ou si vous connaissez des sites web de qualité traitant du thème abordé ici, merci de compléter l'article en donnant les références utiles à sa vérifiabilité et en les liant à la section « Notes et références ».
La chapelle Saint-Donat est un édifice religieux catholique sis dans le village belge d’Aisne (Durbuy) dans la province de Luxembourg. Construite de 1791 à 1793 la chapelle relève de l’église paroissiale de Heyd, dans le secteur paroissial de Durbuy.

## Histoire
La chapelle Saint-Donat fut construite (1791) comme lieu de culte pour les habitants du hameau d’Aisne, par le curé de la paroisse d’Heyd dont le hameau dépendait.  Elle fut consacrée en 1793.  
Le bâtiment est simple, fait d’une nef unique prolongée - sans transept - par un sanctuaire au chevet à trois pans. Elle est orientée d’Est en Ouest, et construite en maçonnerie de carrière de calcaire et conçu dans un style classique. À l’origine, la chapelle avait deux travées et un sanctuaire, mais en 1906, une troisième travée fut ajoutée, vers l’ouest. Un modeste clocheton carré fut placé au dessus de l’entrée. 
Sur le pignon ouest, deux dates-millésimes marquent l’histoire de la construction de l’édifice. 1793 est l’achèvement des deux premières travées, et 1906 l’allongement d’une travée vers l’ouest. En 1924, une sacristie fut ajoutée du côté sud. 

## Patrimoine
- Le tabernacle baroque date du XVIIe siècle
- Une statue en bois polychrome du Christ date du début du XIXe siècle.